# 일본 국립인쇄국

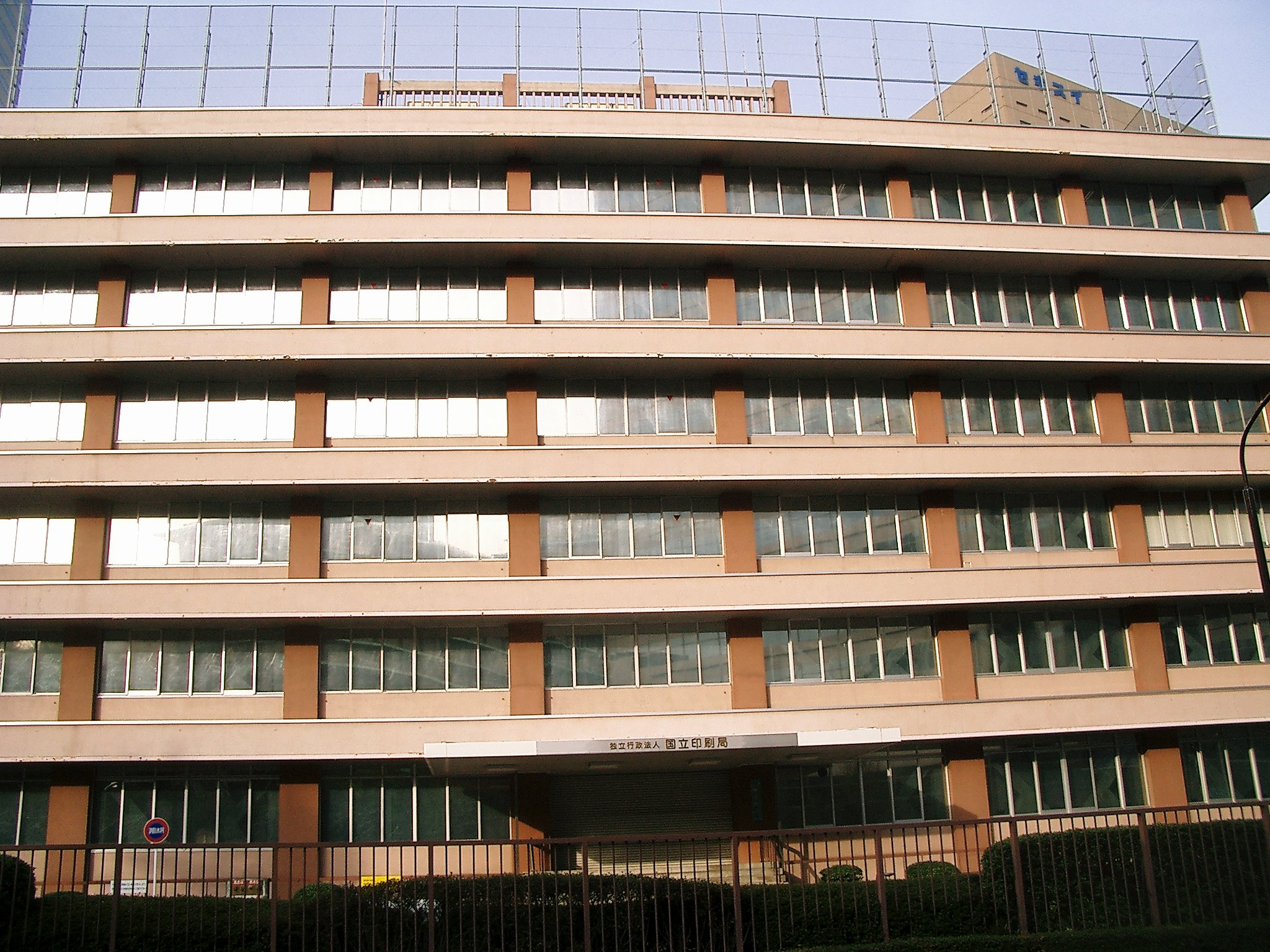
국립인쇄국

독립행정법인 국립인쇄국(일본어: 独立行政法人 国立印刷局)은 지폐, 여권, 우표, 우체국 통장, 증권, 정부 간행물등의 인쇄를 맡는 일본의 독립 행정 법인이다. 도쿄도 미나토구에 본사가 있고, 전국에 일곱 개의 직속 공장이 있다. 대장성과 재무성 소속을 거쳐 현재는 독립 행정 법인으로 있다. 독립 행정 법인인 관계로 직원의 신분은 국가 공무원이다.